# Forskar Grand Prix
Forskar Grand Prix är en nationell tävling där forskare ska presentera sin forskning på mycket kort tid. De blir bedömda av en jury som tillsammans med publiken avgör vem som vinner.
Tävlingen vill uppmuntra forskare att samverka i dialog med omvärlden, öka allmänhetens intresse för forskning och forskaryrket, uppmärksamma olika aktörer på vikten av att forskare kommunicerar sin forskning och i förlängningen bidra till att fler kontakter och möten mellan forskare och omvärld kommer till stånd. Tävlingen syftar även till att ge forskningskommunikation högre status och mer uppmärksamhet, liksom att visa på bredden i svensk forskning.
Tävlingen är baserad på Forsker Grand Prix i Norge, som i sin tur är utvecklad från ett koncept skapat av Center för Kunst og Videnskab vid Syddansk Universitet i Danmark.
I Sverige samordnas tävlingen av Vetenskap & Allmänhet  och arrangeras tillsammans med forskningsråden Formas, Forte, Vetenskapsrådet och Vinnova.

## Tävlingsförfarande
5–8 forskare får 4 minuter på sig att presentera sin forskning. Efter varje framträdande ger juryns tre medlemmar, som företräder akademi, media och scenkonst, sin feedback och sina poäng. När alla tävlat görs en snabbrepris där varje deltagare gör ett 30 sekunder långt inlägg varefter publiken ger sitt betyg till varje tävlande. Därefter följer en mellanakt eller paus medan juryns och publikens röster räknas samman.
Juryn respektive publiken ger betyg på varje presentation på en skala 1-5, där 1 är lägst och 5 är högst. Vid poängsammanräkningen viktas publikens betyg med 2/3 och juryns med 1/3.
Före tävlingen coachas alla deltagare i presentationsteknik och scenframträdande. Inför finalen får alla finalister en extra masterclass i presentationsteknik.
Regionala tävlingar anordnas på flera platser runtom i landet, oftast i samband med vetenskapsfestivalen ForskarFredag. Vinnarna från respektive deltävling går vidare till den nationella finalen i Stockholm som äger rum i november. Forskare rekryteras oftast från det lärosäte som arrangerar respektive deltävling, men samarrangemang mellan flera lärosäten förekommer också.
År 2017 infördes möjligheten att direktkvalificera sig till finalen genom N.Ö.R.D. (Nationell Öppen Rikstäckande Deltävling), där forskaren tävlar om en plats i finalen genom att skicka in en videopresentation till Vetenskap & Allmänhet.
2021 ersattes N.Ö.R.D. av Forskar Grand Prix Digital. Deltävlingen är öppen för forskare i hela Sverige och forskarna ansöker, precis som i N.Ö.R.D., genom att skicka in en videopresentation. De forskare som antas coachas i presentationsteknik och får sedan hjälp att spela in en ny presentation. Under ForskarFredag går det att se och rösta på bidragen på ForskarGrandPrix.se. Rösterna vägs samman med en expertjurys poäng för att utse två finalister som går vidare till riksfinalen.  

## Historik
I Sverige arrangerades tävlingen för första gången år 2012 då deltävlingar arrangerades på nio orter i Sverige. De första åren var tävlingskonceptet annorlunda: alla tävlanden fick tre minuter på sig att presentera sin forskning. Därefter gick tre av forskarna vidare till en finalomgång där de fick ytterligare fem minuter att utveckla sina resonemang. I samråd med tidigare deltagare och arrangörerna av deltävlingarna, infördes det nuvarande tävlingskonceptet år 2014.

## Vinnare
- 2012: Marie Dacke, Lunds universitet, med presentationen "Konsten att flytta skit i rätt riktning".
- 2013: Andreas Ohlin, Örebro universitet, med presentationen "Små, små barn och deras infektioner".
- 2014: Michael Braian, Malmö högskola, med presentationen "Går det att 3D-printa tänder?"
- 2015: Sunil Kumar Ramamoorthy, Högskolan i Borås, med presentationen "Hållbara material för en grön framtid".
- 2016: Anita Pettersson, Högskolan i Borås, med presentationen "Därför är fosfor viktigt!"
- 2017: Peter Ueda, Karolinska Institutet och Södersjukhuset, med presentationen "En tilltalande hypotes om vitamin D och multipel skleros".
- 2018: Rezan Güler, Kungliga Tekniska Högskolan, KTH, med presentationen "Skräddarsy proteiner för att besegra cancer"
- 2019: Keivan Javanshiri, Lunds universitet, med presentationen "Vad orsakar demens och hur vi kan förebygga det?"
- 2020/21: Michael Bossetta, Lunds universitet, med presentationen "Social media and Politics"
- 2022: Matthew Tompkins, Lunds universitet, med presentationen "Seeing through illusions"